# Diego de Almagro
|  | Per a altres significats, vegeu «Diego de Almagro el Mozo». |

Diego de Almagro (Almagro, Regne de Castella, 1479 – Cusco, Governació de Nova Toledo, 1538), conqueridor castellà, participà en la conquesta de l'Imperi Inca i se'l considera descobridor europeu de Xile.
Almagro va arribar Amèrica el juny de 1514 en l'expedició comandada per Pedrarias Dávila. L'expedició va desembarcar a la ciutat de Santa Maria la Antigua del Darién, punt de partida de molts expedicions. No es tenen gaires notícies d'Almagro en aquest període, però se sap que va acompanyar diversos capitans que van sortir de la ciutat entre 1514 i 1515, encara que es va mantenir principalment a la ciutat, establint-s'hi i dedicant-se a l'agricultura. Va treballar per algun temps amb Vasco Núñez de Balboa, en aquell temps encarregat de la ciutat d'Acla i va prendre part en les incursions, fundacions i conquestes desenvolupades al golf de Panamà, participant novament en una de les expedicions de Gaspar de Espinosa. Durant quatre anys no va participar en noves expedicions, ocupant el seu temps en l'administració dels seus béns i els de Francisco Pizarro. Va néixer en aquesta època el seu fill Diego de Almagro el Mozo, que va tenir amb una indígena de la regió batejada com Ana Martínez.

## Conquesta del Perú
En aquella època es va formalitzar la societat entre Almagro, Francisco Pizarro i Hernando de Luque, rebent a començaments d'agost de 1524 el desitjat permís per explorar i conquerir pel seu compte les terres ubicades cap al sud de Panamà, empresa que va culminar amb la conquesta de l'Imperi Inca. Mentre Pizarro capturava i executava al sapa inca Atahualpa a Cajamarca, Almagro s'ocupà de reclutar més homes al Panamà, però els èxits de Pizarro el van impulsar a sol·licitar el permís real per emprendre, per compte propi, la conquesta de nous territoris, petició que li fou denegada. No obstant això, quan va arribar al Perú el 1533, ho va fer amb un títol d'igual importància que el de Pizarro, fet que va causar friccions entre ambdós. Després de contactar amb Sebastián de Benalcázar a prop de Quito, aconseguiren evitar les intromissions de Pedro de Alvarado en aquelles terres.

## Exploració de Xile
Almagro sortí de Cusco rumb al sud a començaments de juliol de 1535 amb uns 50 homes i es va detenir a Moina fins al 20 d'aquell mes, detingut per l'inesperat arrest de l'inca titella Manco Cápac II per part de Juan Pizarro. Posteriorment seguí el camí de l'inca cap al sud, superant el llac Titicaca. Malgrat les notícies que el bisbe de Panamà Tomás de Berlanga havia arribat al Perú per solucionar els inacabables enfrontaments entre conquistadors, Almagro decidí mantenir l'objectiu inicial i reclamar les noves terres del sud i les seves suposades riqueses. Després d'alguns mesos, en 1536 arribaren finalment a la vall de Copiapó i posteriorment a la de l'Aconcagua.
El territori que Almagro esperava trobar ple de riqueses no complia en absolut les expectatives, pel que va decidir enviar una columna de 70 genets i 20 infants dirigida per Gómez de Alvarado perquè explorés el sud del territori. Quan la columna arribà al riu Itata, va tenir lloc el primer enfrontament entre els espanyols i els maputxes. Sense or i amb una situació militar incerta, Almagro decidí tornar al Perú. Entre l'alternativa de tornar a travessar la serralada, o dirigir-se pel desert, es va decidir per la segona opció. El camí pel desert d'Atacama va ser horrorós, amb l'hostilitat dels indígenes i l'escassetat d'aigua i aliment. Van tornar al sud del Perú a començaments de 1537. Xile quedà oblidat durant uns anys, fins que Pedro de Valdivia intentà de nou la conquesta.

## Conflicte entre almagristes i pizarristes
El 1535, Carles I de Castella el va recompensar amb la governació de Nova Toledo, al sud del Perú, i el títol d'adelantado a les terres més enllà del llac Titicaca. A la seva tornada al Perú, el 1537, Almagro va ocupar la ciutat de Cusco, fent presoners Hernando i Gonzalo Pizarro, per considerar que pertanyia a la seva governació. Aquest fet va suscitar un sagnant enfrontament entre almagristes i pizarristes que va concloure amb la victòria dels Pizarro a la batalla de Las Salinas, l'abril del 1538. Fet presoner, Almagro va ser executat el mes de juliol d'aquell mateix any a la plaça major de Cusco.